# Stylomesus granulosus
Stylomesus granulosus är en kräftdjursart som beskrevs av Menzies 1962C. Stylomesus granulosus ingår i släktet Stylomesus och familjen Ischnomesidae. Inga underarter finns listade i Catalogue of Life.